# Bourganeuf
Bourganeuf is een gemeente in het Franse departement Creuse (regio Nouvelle-Aquitaine). De gemeente telde 2.408 inwoners op 1 januari 2022. Hiermee is het de op drie na grootste gemeente van het departement. De plaats maakt deel uit van het arrondissement Guéret.
De stad werd gesticht in de 12e eeuw door de hospitaalridders. Toeristische trekpleisters zijn de torens Zizim en Lastic en de wekelijkse markt.

## Geschiedenis

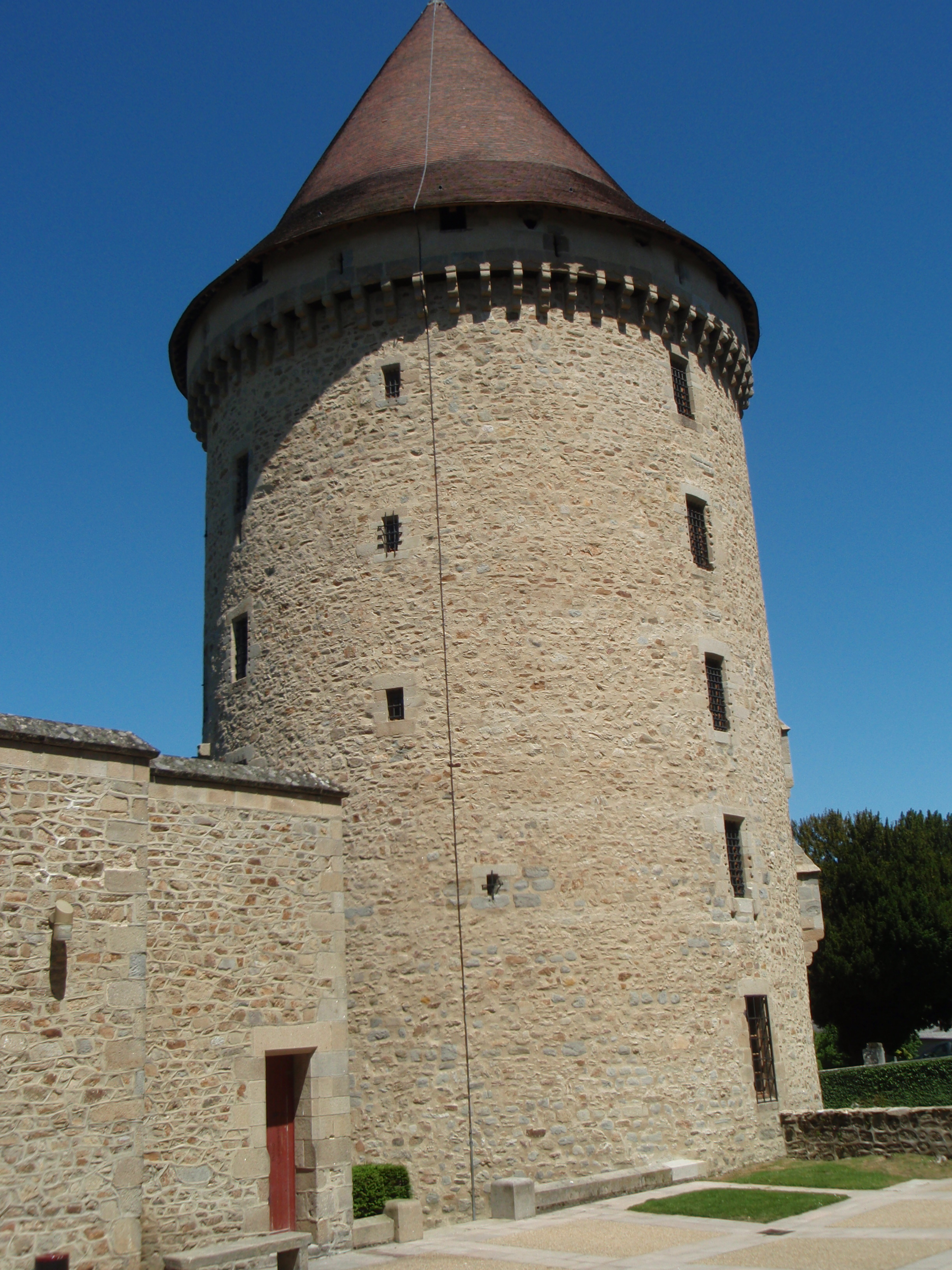
Tour Zizim

Halfweg de 12e eeuw stichtten de hospitaalridders hier een commanderij. Ze kozen deze plaats die lag op het kruispunt van een pelgrimsweg naar Santiago de Compostella en een oude Romeinse weg die Lyon verbond met de Atlantische kust. In de commanderij werden pelgrims opgevangen en verzorgd. De hospitaalridders versterkten later de commanderij tot een omgracht kasteel en de stad ontwikkelde zich hierrond. Bourganeuf was de hoofdplaats van een van de acht langues (provincies) van de hospitaalridders. De 15e-eeuwse toren Zizim zou gebouwd zijn als gevangenis voor de Ottomaanse prins Cem, die bij grootmeester Pierre d'Aubusson bescherming had gezocht tegen zijn broer, sultan Bayezid II.
Al in 1886 kreeg Bourganeuf elektrische straatverlichting.

## Bezienswaardigheden
De parochiekerk is ontstaan uit de kapel van de commanderij. Zij werd in 1913 beschermd als historisch monument. De toren Zizim (1484-1486) en de toren Lastic zijn resten van het versterkte hoofdgebouw van de commanderij. Het hoofdgebouw zelf ging verloren in een brand in de jaren 1930 en werd herbouwd in neorenaissancestijl. Het is in gebruik als gemeentehuis. De twee kasteeltorens werden in 1911 beschermd als historisch monument.
In 2022 werd het in 1998 opgerichte Musée de l’électrification omgevormd in Pôle des énergies, een museum rond energieopwekking en groene energie.

## Geografie
De oppervlakte van Bourganeuf bedroeg op 1 januari 2022 22,54 vierkante kilometer; de bevolkingsdichtheid was toen 106,8 inwoners per km².
De Verger stroomt door de gemeente, deels in een kloof.
De onderstaande kaart toont de ligging van Bourganeuf met de belangrijkste infrastructuur en aangrenzende gemeenten.

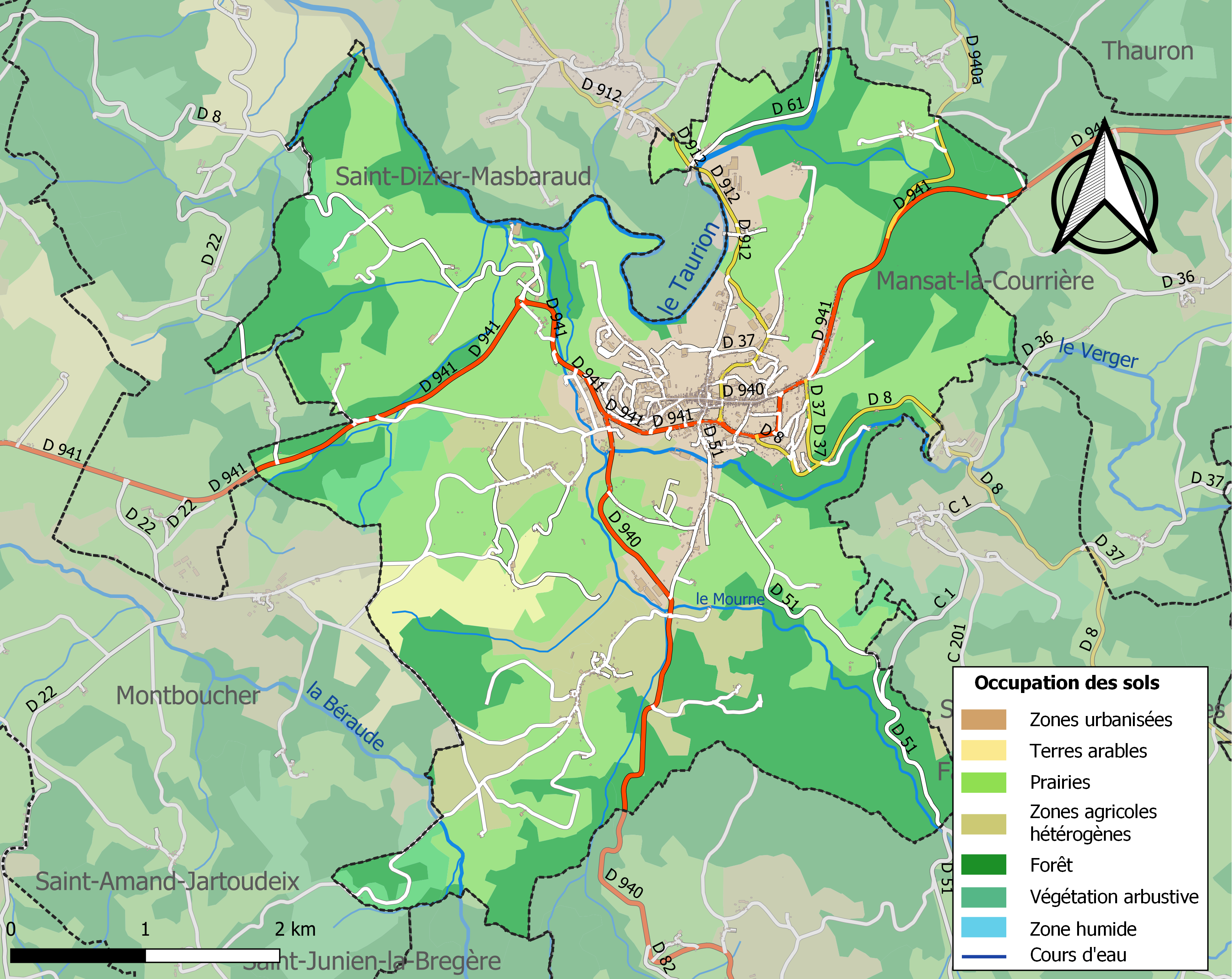

## Demografie
Onderstaande figuur toont het verloop van het inwonertal (bron: INSEE-tellingen).